# Kâğıthane
Kağıthane là một huyện thuộc tỉnh İstanbul, Thổ Nhĩ Kỳ. Huyện có diện tích 15 km² và dân số thời điểm năm 2007 là 418229 người, mật độ 27882 người/km².